# Zwei Wochen Chef
Zwei Wochen Chef ist eine deutsche Filmkomödie der Regisseurin Annette Ernst aus dem Jahr 2007. In der Hauptrolle verkörpert Felicitas Woll die Boutiqueverkäuferin Sara Braun.

## Handlung
Sara arbeitet als Verkäuferin in einer Modeboutique. Als bekannt wird, dass ihre Filiale geschlossen werden soll, beschließt sie, mutig wie sie ist, dem Vorstand der Firma mal „gehörig die Meinung“ zu sagen. In der Firmenzentrale angekommen, wird sie zunächst abgewiesen. Durch ihre Beharrlichkeit gelingt es ihr, bis zur Vorstandsetage durchzukommen, wird dabei jedoch prompt mit Constanze Sernau verwechselt, einer Frau, die erst vor Kurzem in den Vorstand des Konzerns berufen wurde. Diesen Umstand macht sich Sara zunutze, um die eigentlichen Gründe, die zur Entscheidung geführt haben, ihre Filiale zu schließen, in Erfahrung zu bringen.
Sie erkennt, dass sie durch ihre ihr neu verliehene Macht eventuell in der Lage sein könnte, ihre Anstellung und die ihrer Kollegen zu retten. Immer tiefer gerät sie jedoch mit ihrem Eifer in tief verwurzelte Strukturen im Konzern, die teilweise illegal sind. So wird zum Beispiel minderwertiger Stoff in den Boutiquen des Konzerns als hochwertige Ware verkauft.
In diese Machenschaften sind auch Konzernmitglieder eingebunden, die bis dahin gar nichts davon wussten. Als Sara versucht, die Betrügereien aufzudecken, fliegt ihre Tarnung auf.

## Produktion
Wiedemann & Berg Filmproduktion produzierte den Film im Auftrag von Pro7. Die Dreharbeiten begannen am 2. April 2007 und endeten noch im gleichen Monat, am 30. April. Gedreht wurde in Berlin.

## Erstausstrahlung, abweichende Filmtitel im Ausland
Zwei Wochen Chef wurde am 22. September 2007 erstmals auf Pro7 ausgestrahlt. In Frankreich erschien der Film unter dem Titel Dans la peau d'une autre,  der italienische Titel lautet Manager per due settimane.

## Kritiken
TV Spielfilm urteilt: „TV-Regisseurin Annette Ernst ("Der Mann, der alles kann") erzählt ein grundnaives Sozialmärchen. Aber – Felicitas Woll spielt mit entwaffnendem Charme“. Das Fazit der Programmzeitschrift lautet: „Realität geht anders, aber flott ist's schon“.
Rainer Tittelbach geht mit seiner Kritik teilweise ins Detail: „Schnitte zur rechten Zeit, ein perfekter Soundtrack sowie Look und Locations, die viel Berliner Luft atmen“. Der Filmkritiker merkt abschließend anerkennend an: „Regisseurin Annette Ernst ("kiss and run") beweist einmal mehr mit Sinn für Timing und überrascht mit vielen hübschen Details, die den kleinen Unterschied zu herkömmlichen Romantic Comedies machen“.